# Caleb Cushing

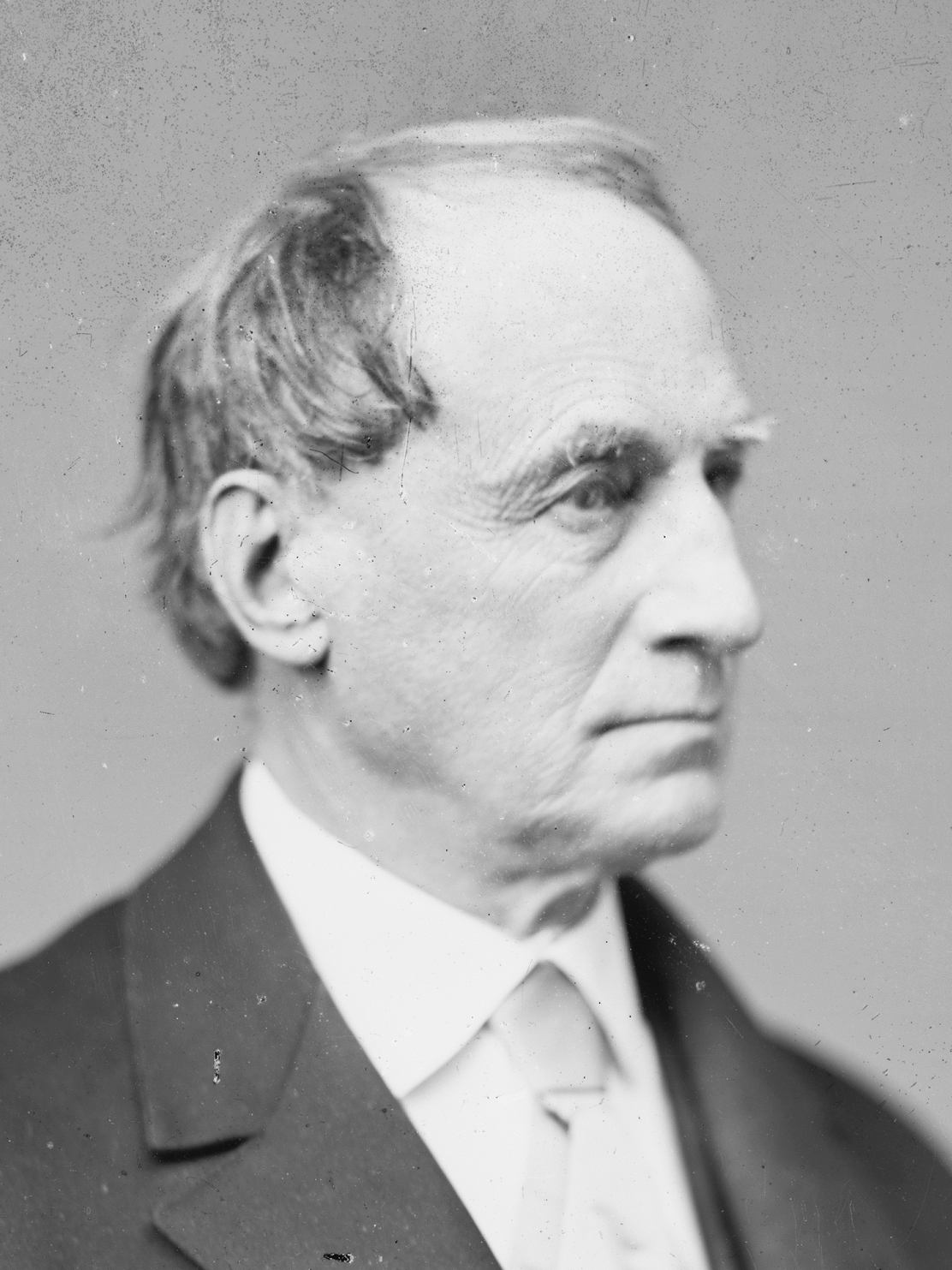
Caleb Cushing (1874)

Caleb Cushing (* 17. Januar 1800 in Salisbury, Massachusetts; † 2. Januar 1879 in Newburyport, Massachusetts) war ein Jurist, Politiker und Diplomat in den Vereinigten Staaten.

## Jugend und Ausbildung
Sein Vater war John Newmarch Cushing, ein Kaufmann und Reeder, und seine Mutter Lydia Dow, aus Seabrook N. H. Sie starb, als er 10 Jahre alt war. 1802 zog Calebs Vater über den Merrimac Fluss nach dem aufblühenden Ort Newburyport. Die Wirtschaft blühte in den Häfen von Neu England und Caleb beobachtete die Schiffe seines Vaters, die nach Indien und China segelten. Hier entwickelte er seine Liebe zur Seefahrt und Sehnsucht nach fremden Ländern. Er lebte zu einer Zeit, in der das Essex County eine Gruppe von bemerkenswert begabten Männer hervorbrachte, wie z. B. Rufus Choate, Nathaniel Hawthorne, William Lloyd Garrison, Robert Rantoul und John Greenleaf Whittier. Mit 13 Jahren wurde er zum Harvard College geschickt, wo er als Mitglied der Phi Beta Kappa und der Lateinischen Salutatorian Verbindung gemeinsam mit George Bancroft 1817 graduierte. Nach einem Jahr in der neu gegründeten Harvard Law School trat er in das Büro von Ebenezer Moseley in Newburyport ein, wo er ununterbrochen die folgenden drei Jahre studierte und 1821 am Gericht von Massachusetts zugelassen wurde.

## Anwalt – Schriftsteller – Politiker
Im Februar 1820 wurde er von Präsident John Thornton Kirkland als Lehrer für Mathematik am Harvard College ernannt, aber trat 1821 zurück, nachdem er die Erfahrung gemacht hatte, dass er keine große Zukunft als Lehrer hatte. In der Zwischenzeit hatte er von der Abhandlung von Robert-Joseph Pothier On maritime Contracts of Letting to Hire eine Übersetzung ins Englische vorgenommen und schrieb auf Bitte von Edward Everett für den neu gegründeten North American Review. Während er seine Rechtsanwaltspraxis in Newburyport aufbaute und die örtliche Zeitung herausgab, hielt er öffentlichen Reden, beherrschte mindestens vier Sprachen und mischte sich aggressiv in die Politik ein.
Er gewann die Wahl von 1824 als Repräsentant am Gericht von Massachusetts und 1826 wurde er Mitglied des Senats gewählt und kandidierte erfolglos für das US-Repräsentantenhaus. Essex County war ein Hochburg des kompromisslosen Föderalismus und Caleb trat in die Öffentlichkeit als Unterstützer von John Quincy Adams gegen Andrew Jackson. Nach einem äußerst heftig ausgetragenen Wahlkampf konnte er Adams souverän besiegen und das Präsidentenamt im März 1829 antreten. Im Herbst 1832 wurde Jackson ohne Probleme für eine zweite Amtsperiode bestätigt.
1823 wurde Cushing in die American Academy of Arts and Sciences gewählt. 1829 bereiste er Europa und veröffentlichte Reminiscences of Spain. Er schloss sich der Whig Party an, für die er am 4. März 1835 ins Repräsentantenhaus der Vereinigten Staaten einzog. 1841 wandte er sich der Demokratischen Partei zu, fand sich aber vom parlamentarischen Leben nicht befriedigt und ging 1843 nach China, wo ihm am 3. Juli 1844 der Abschluss des ersten nordamerikanischen Ungleichen Vertrages gelang, der Vertrag von Wanghia. 1847 rüstete er zum Krieg mit Mexiko ein Regiment selbst aus. Von 1851 bis 1852 amtierte er als Bürgermeister von Newburyport, ehe er 1852 Richter am Obersten Gerichtshof von Massachusetts wurde. Von 1853 bis 1857 war er als Attorney General Mitglied der Bundesregierung unter Präsident Franklin Pierce. 1871 vertrat er die Vereinigten Staaten in der gemischten Kommission über die Alabamafrage, die in Genf den Vertrag von Washington vorbereitete. 1874 wurde er zum bevollmächtigten Gesandten seiner Heimat in Spanien ernannt. 1877 kehrte er in die Vereinigten Staaten zurück.
Das Haus, in dem er bis 1849 in Newburyport lebte, ist heute ein Museum und unter der Bezeichnung Caleb Cushing House als National Historic Landmark im National Register of Historic Places eingetragen.

## Autor der Bücher
- History and Present State of the Town of Newburyport, Mass. Printed by E.W. Allen Newburyport, 1826 (History), Textarchiv – Internet Archive
- Review, historical and political, of the late revolution in France, and of the consequent events in Belgium, Poland, Great Britain, and other parts of Europe. In Two Volumes. Volume I. Carter, Hendee & co. Boston; T.B. White Newburyport, 1833, Textarchiv – Internet Archive
- Review, historical and political, of the late revolution in France… Volume II. Textarchiv – Internet Archive
- Reminiscences of Spain. In two Volumes. Carter, Hendee and co. Boston, 1833 Textarchiv – Internet Archive
- Speech of Mr. Cushing, of Massachusetts, on the Right of Petition, as Connected with Petitions for the Abolition of Slavery and the Slave Trade in the District of Columbia. In The House Of Representatives, January 25, 1836.– a Project Gutenberg e-book
- Oration on the Growth and Territorial Progress of the United States (1839, history)
- Life and Public Services of William H. Harrison. Eastburn’s Press Boston 1840, (biography) Textarchiv – Internet Archive
- Arguments in behalf of the United States, with supplement and appendix [microform]: presented to the commissioners under the treaty between Great Britain and the between Great Britain and the United States for the final settlement of the claims of the Hudson’s Bay and Puget’s Sound Agricultural Companies. 1868, archive.org
- Plaidoyer de Mr. Cushing, conseil des États-Unis: devant le Tribunal Arbitral de Génève. En Réponse à l’Argument du Conseil de Sa Majesté Britannique. Imprimerie Carey Frères, Génève 1872, Textarchiv – Internet Archive
- The Treaty of Washington Publisher: Harper & brothers, New York 1873, Textarchiv – Internet Archive
- Schriften und Reden von Caleb Cushing im Internet Archive

## Politische Ämter
- US-Botschafter in Spanien (1874–77)
- US-Attorney General (General-Staatsanwalt) (1853–57 unter Franklin Pierce)
- Staatsgerichtshof von Massachusetts (1852)
- Bürgermeister von Newburyport, MA (1851–52)
- Mitglied des Repräsentantenhauses von Massachusetts (1850)
- Repräsentantenhaus von Massachusetts (1845–46)
- US-Botschafter in China (12. Juni 1844 bis 27. August 1844)
- US-Kongress-Abgeordneter für Massachusetts (1835–43)
- Repräsentantenhaus von Massachusetts (1833–34)
- Senat des Staates von Massachusetts (1827)
- Repräsentantenhaus des Staates von Massachusetts (1825)